# Calamagrostis bogotensis
Calamagrostis bogotensis är en gräsart som först beskrevs av Pilg., och fick sitt nu gällande namn av Pilg.. Calamagrostis bogotensis ingår i släktet rör, och familjen gräs.
Artens utbredningsområde är Colombia. Inga underarter finns listade i Catalogue of Life.